# Шульга, Иван Николаевич
Ива́н Никола́евич Шульга́ (укр. Ιван Миколайович Шульга; 19 (31) октября 1889 года, Михайловка — 23 апреля 1956, Киев) — украинский живописец и график, один из основных харьковских художников первых советских десятилетий, педагог; мастер исторической картины, портрета, пейзажей и бытовых сцен, натюрмортов. Работал также в газетно-журнальной графике, создавал художественные почтовые открытки, стенки для календарей, панно, политические плакаты, иллюстрировал книги. Внёс большой вклад в развитие украинского национального изобразительного искусства. Заслуженный деятель искусств Украинской ССР (1946). Почётный гражданин города Скадовска (посмертно). Член КП(б)У с 1948 года. Входит в «Единый художественный рейтинг 10000 лучших художников мира (XVIII—XXI вв.)» и в список 100 наиболее выдающихся художников Украины.

## Биография

### Происхождение
Иван Шульга родился 19 (31) октября 1889 в семье крестьянина Николая Шульги, предки которого были переселены в 1833 г. помещиком — генерал-лейтенантом Потье Карлом Ивановичем из Лукояновского уезда Нижегородской губернии в основанное им в 1833 году село Михайловка , расположенное в 30 км от Скадовска (и в 50-ти км от уездного города Алёшки) в то время — Краснянская волость, Днепровский уезд, Таврическая губерния Российской империи, ныне — Скадовский район, Херсонская область Украины.

### Детство и юность (1889—1906)
Вскоре вместе с родителями переехал в морскую пристань Скадовск на берегу Джарылгачского залива Чёрного моря. В Скадовске c 1901 года учился и в 1905 году окончил народную школу (земское двухкомплектное 4-х классное училище на 97 мест). Уже в детские годы проявил способности к рисованию. Любил копировать иллюстрации к повестям Н. В. Гоголя. А в юношеском возрасте, ещё учась в школе, во время летних каникул, расписал цветами металлические подносы в местном трактире. Получилось красиво и необычно.

### Учёба в Художественном училище Одесского Общества Изящных Искусств (1906—1911)
В 1905 году художник Н. Б. Скадовский (брат Сергея Балтазаровича Скадовского) обратил внимание на талантливого юношу и организовал сбор средств среди представителей местной интеллигенции для обеспечения финансирования его учёбы в Одессе. Для этого был устроен благотворительный концерт в его пользу. И на собранные 300 рублей в 1905 году шестнадцатилетний Иван Шульга уехал в Одессу, где после подготовки в феврале 1906 года поступил в Художественное училище Одесского Общества Изящных Искусств (ныне Одесское театрально-художественное училище) на художественно-живописное отделение.
В Художественном училище его учителями были известные художники-реалисты: К. К. Костанди, Г. А. Ладыженский, Д. К. Крайнев. Художественно-педагогический совет училища неоднократно отмечал конкурсные эскизы Ивана Шульги наградами и денежными премиями.
В 1911 году, отлично окончив училище, Шульга был рекомендован для поступления в Императорскую Академию художеств на живописное отделение без сдачи вступительных экзаменов.

### Учёба в Императорской Академии художеств (1911—1917)

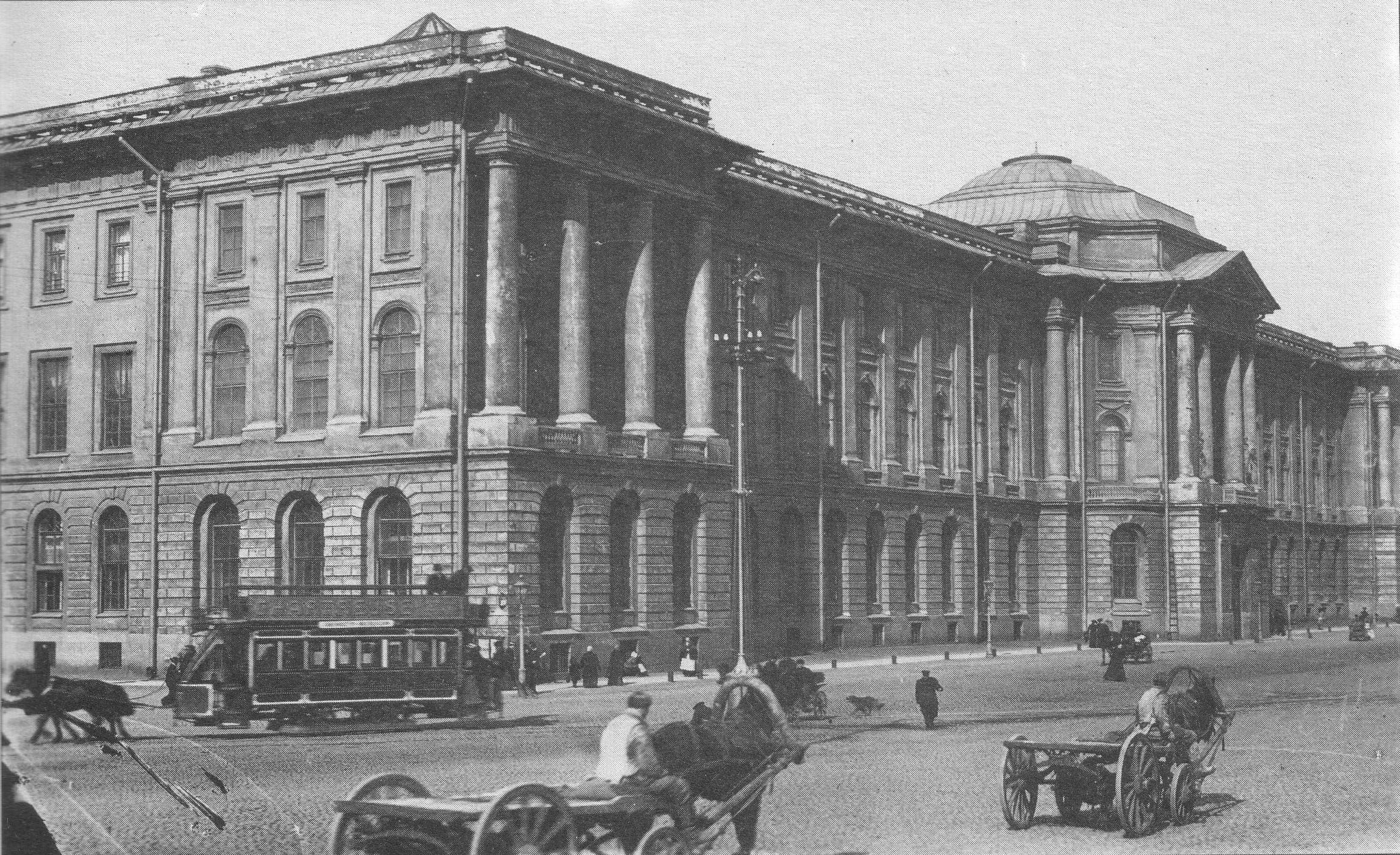
Императорская Академия художеств (1903)

С 1911 года учился и в 1917 году окончил Высшее художественное училище при Императорской Академии художеств. Академическими учителями его вначале, в натурном классе училища были: И. И. Творожников, Я. Ф. Ционглинский. А завершил образование в мастерской исторической живописи у известного живописца и портретиста В. Е. Савинского.
Во время учёбы в Академии Иван Шульга не только обогатился знаниями профессиональных основ живописи и рисунка, но и работал над сложными многофигурными композициями, среди которых — «Проводы рекрутов» (1911), «Смерть Тараса Бульбы» (1916), «Поход запорожцев» (1915—1917), «Тревожная ночь беженцев» (1915). Уже эти академические работы выявляют интерес художника к героико-драматическим темам. Художник получал от Совета Академии благодарности и награды, а последние три года — стипендию. Наряду с этим он много пишет с натуры, особенно во время летних каникул, стремясь отразить наиболее характерное и неповторимое. В знак благодарности пишет портрет своего мецената — С. Б. Скадовского. В своих академических работах он проявил себя как наблюдательный, пытливый художник, тонкий колорист. В этот период И. Шульга активно осваивает колористические достижения импрессионистов, стилистику русского и западноевропейского модерна. Особую популярность ему приносят ранние произведения «Цыганка» (1916) и «Портрет девушки в зелёном шарфе» (1916). Будучи студентом, с 1913 года участвовал в отчётных выставках Высшего художественного училища при Императорской Академии художеств и в Весенних выставках в залах Академии художеств. В стенах Академии Шульга продолжил дружбу со своим земляком А. А. Шовкуненко, первое знакомство с которым произошло ещё в Одесском училище. Оба они завершали образование в Академии художеств по мастерской В. Е. Савинского. Эта дружба и творческое соперничество сохранились и в последующие годы.

### Творческий путь в годыреволюцийигражданской войны(1917—1922)
В бурные годы социальных потрясений Иван Шульга оказался в вихре революционных событий. В дни Февральской революции, художник вместе со студентами и рабочими Васильевского острова вылавливал и разоружал полицейских. В стенах Академии расписал революционное знамя для рабочих Трубного завода («Санкт-Петербургское общество меднопрокатного и трубного завода бывш. Розенкранц»). С оркестром несли его из Академии на завод и установили возле него почётный караул.
В 1917 году получив диплом об окончании Императорской Академии художеств и звание художника по живописи исторической и портретной с правом преподавания в учебных заведениях, Иван Шульга возвращается из Петрограда на родину в Скадовск. В сложное для страны время молодой художник ищет свой путь в искусстве. Полученное прекрасное академическое образование и собственные творческие устремления определяют тематику его работ и форму живописного воплощения. Он тяготеет к портрету и бытовому жанру. С первых же шагов своей творческой деятельности Шульга заявил о себе как о талантливом мастере портрета и пейзажа. Впитав за время учёбы лучшее из реалистического наследия передвижников, он остаётся верен этим традициям. Отсюда повествовательность большинства его произведений, верность натуре, стремление во всех деталях раскрыть как можно полнее характер персонажей и сюжет. Из работ, созданных Шульгой в эти годы наиболее значительными являются портреты, в которых он был выдающимся мастером, такие как «Цыганка» (1916), «Портрет отца» (1916). Особенного внимания заслуживает «Портрет девушки» (1917) — это одухотворённый, проникнутый ощущением всепобеждающей юности образ. Нежные блики пробегают по лицу модели, угасая в складках платья. Зелёное пятно головной косынки создаёт настроение праздничности и утренней свежести. В 1986 году издательством «Мистецтво» издана почтовая открытка по этой работе. Очень интересны этюды этих лет. Поражает умение художника в небольших по размерам работах в достаточно лаконичной форме и свободной живописной манере убедительно передать ощущение эпохи с присущими ей бытовыми особенностями, своеобразием персонажей, раскрыть сюжет («Нежинские торговки» (1917) — завьюжило, запуржило, замело снегом, подхватило подолы тёплых салопов, но не страшен мороз и ветер торговкам из Нежина, только уселись покрепче, да запахнулись плотнее — любая непогода им не страшна; «Пастушки» (1917); «Подворье родителей художника в Скадовске» (1918); портретный этюд «Девушка в белом» (1918)). Художник проявил себя в них как подлинный мастер этюда.

#### Херсонский период
В 1918 году перебирается в Херсон. Здесь, в январе 1919 года он оказался свидетелем жестокой греко-французской оккупации города и своё впечатление от увиденного гневно отобразил на полотне «Сожжение заложников» (1919). В марте 1919 года, столкнувшись с 6-й украинской советской дивизией Григорьева греко-французские войска оставили Херсон. В это время художник расписывает боевые знамёна для частей Красной армии, которые дислоцировались тогда в Херсоне, пишет портрет В. И. Ленина.
И. Н. Шульга одним из первых принял участие в освоении нового явления в советском искусстве (не имевшем ещё традиций) — в праздничном оформлении городов. В число праздников входили годовщины Октябрьской революции, 1 мая и другие советские праздники. К праздникам создавались монументальные панно, которые характеризовались монументально-агитационным пафосом. К 1 мая 1919 года художник написал четыре больших живописных панно: «Восстал пролетарий — рухнули троны», «Союз Красной армии, рабочих и крестьян», «Победа революции», «Рабочий и крестьянин куют своё счастье». Этими панно была украшена площадь, где состоялась демонстрация. Много работает в жанре политического плаката.
В августе 1919 года Херсон оказался под властью войск Деникина. В октябре 1919 года художник по просьбе Херсонского общества «Просвіта» заново оформил декорации в открывшемся после ремонта здании Украинского национального театра им. Т. Шевченко (до 1917 г. здание Городской Аудитории [Народного дома]). В апреле 1920 года под ударами Красной армии Уборевича деникинцы окончательно покинули город.
С 1920 года в Херсоне преподавал рисование в Херсонской учительской семинарии (ныне Херсонский государственный университет). Херсонский художник Г. В. Курнаков (ему И. Шульга в 1922 году передал свою должность в учительской семинарии) в своих воспоминаниях отмечал, что Шульга был скромным, выдержанным и серьёзным человеком. Жил он на ул. Военный проезд. Его квартира до предела была заполнена картинами, эскизами, книгами по искусству. Часто приходили туда способные ученики и художник дополнительно проводил с ними занятия. В тяжёлые годы разрухи и голода мастеру приходилось выезжать в сёла, и там он писал портреты крестьян, пейзажи в обмен на продукты. Красота родного края вдохновляла на творчество молодого живописца ставшего со временем признанным мастером кисти. В разные годы художник посвятил Херсонщине много талантливых произведений: «В Аскании-Нова. 1917», «На пароме, через Днепр» (1919), «Жертвы интервентов в Херсоне», «В селе Збурьевка на Херсонщине», «Возле пристани. Зима. Херсон» (1921), «В порту Скадовск», «Херсонщина», «Плоты на Днепре», «Херсонский элеватор» (1932)и др. Не забывал мастер и родные места, память о Джарылгачском заливе запечетлена им в картинах «Отдых рыбаков. Скадовск» (1915) «Рыбаки» (1926), «На побережье моря», «Яхты на причале. Скадовск», «Возле пирса. Скадовск» (конец 1920-х), «Рыбаки на берегу моря» (1932).

#### Переезд в Харьков
С 1922 года жил и работал в Харькове, преподавал живопись и рисунок в Харьковском государственном художественном институте. У него получили первые уроки художественной грамоты многие ученики, впоследствии ставшие известными художниками. Работал в редакциях харьковских газет и журналов. В 1925—1934 годах рисунки И. Шульги печатались в первом украинском литературно-художественном иллюстрированном журнале иностранной литературы «Всесвіт». С 1926 года — член Ассоциации художников Красной Украины (основана в 1925—1926 гг.). В 1930 г. перешёл из АХЧУ в Украинское Художественное объединение, которое объединяло также вышедших из АХЧУ художников-реалистов старшего поколения (Ф. Кричевский, И. Ижакевич, К. Трохименко, Г. Светлицкий и др.) и претворяло в жизнь лозунг «Искусство в массы». С 1938 года в Харьковском отделении Союзa советских художников Украины. Во второй половине 1920-х и в 1930-е годы в полную силу раскрылось дарование И. Н. Шульги как художника-реалиста.

### Темаиндустриализациииколлективизации(1923—1940)
Одним из первых украинских живописцев, став членом Ассоциации художников Красной Украины, И. Шульга начал разрабатывать тему индустриализации и коллективизации страны. 1920—1930-е годы отмечены частыми поездками по стране в поисках сюжетов. В 1927 году участвовал во Всеукраинской художественной выставке «10 лет Октября». В 1930—1931-м ежегодно выезжал на Днепрострой. Посвятил цикл картин строительству первенца социалистических пятилеток: «На строительстве Днепрогэса» (1930), «На Днепрогэсе» (1930), «Бетонный завод на Днепрогэсе» (1931), «В шлюзе. На Днепргэсе им. Ленина» и др. Он создаёт серию индустриальных пейзажей и на долгое время основной темой его произведений становятся индустриальные и городские пейзажи — будни великих строек, жизнь Красной армии, быт советских людей. Этой теме он посвятил кроме ряда картин («Деревня. Гуси» (1920—1924), «В сельском клубе» (1929), «В сельстрое» (1929), «На колхозном поле» (1930), «Г. И. Петровский у колхозников» (1931), «На сооружении Дома Красной Армии. Харьков.» (1932), «Азовсталь» (1936), «Мариупольский порт», «Бессемеровский цех завода им. Петровского в Днепропетровске» (1936), «Рыболовецкий колхоз» (1938)), много рисунков, которые печатались в газетах, журналах и издавались отдельно. Популярность Красной армии, достигшая своего пика в 1930-е годы, нашла отражение в таких оптимистических произведениях, как «Дай, дивчина, воды напиться» (1932), «Сигнальщик» (1933), «После манёвров» (1930-е), «Танкист. Этюд» (1939).

#### Создание художественных почтовых открыток
В творчестве Ивана Шульги видное место занимают работы для печати — газетно-журнальная графика и особое место специальные (авторские) рисунки для художественных почтовых открыток и календарных стенок. Из 15 художественных почтовых открыток разнообразных по тематике (с видами интерьеров зданий, городов, природными пейзажами, портретами, этнографических и жанровых) изданных по авторским рисункам художника в 1930-е годы в Харькове издательствами «Мистецтво» и «Союздрук» (Харьков), целая серия была посвящена архитектурным ансамблям Харькова «Площадь Тевелева» 1930 г.; «Гостиница Красная» (1932); «Историко-краеведческий музей им. Г. С. Сковороды» (1932); «Почтамт» (1933); «Вокзал Южной железной дороги» (1933); «Госпром» (1933). В этих городских пейзажах узнаются приметы жизни Харькова 1930-х годов. Точно и тонко отображая действительность 1930-х годов, они являются не только предметами искусства, но и художественными документами истории своего времени. Благодаря им сегодня можно представить облик ещё столичного и не разрушенного войной Харькова. Художник до конца своих дней писал виды Харькова и его городские пейзажи.
Кроме того, в этот период были изданы художественные почтовые открытки разнообразной тематики: «Работа ликбеза» (1930), «На Днепрогэсе» (1930), «Первая колхозная весна» (1930), «Херсон. Элеватор» (1935), «На Днепре под Киевом» и ещё 4 открытки по рисункам Шульги. А также календарные стенки: «Украинка. Стенка для календаря» (1928), «С горки. Стенка для календаря» (1928).

#### Историко-революционная и бытовая тема
В живописи конца 1920-х — 1930-х годов большое место в творчестве Шульги заняла тематическая картина — историко-революционная и бытовая. На основе исторических фактов и собственных наблюдений художник создал такие картины, как «Ленский расстрел» (1926), «Сорочинская трагедия» (1931), «Трипольская трагедия» (1932). В них мастером изображены мужественные простые люди в трагических обстоятельствах. Кроме этих работ художник создаёт в 1920—1930-х годах такие картины, как «На ярмарке» (1926), «Проводы в Красную армию» (1930), «Плоты на Днепре» (1931), «Рыболовецкая артель», «Немецкие оккупанты на Украине в 1918 г.» (1931—1932), «Херсонский элеватор» (1932), «Завод им. Петровского в Днепропетровске» (1936), «На базаре. Харьков» (1938) и др. На своих картинах он отображает жизнь советских людей прошедших через борьбу с царизмом и Гражданскую войну, которые становятся строителями нового общества, показывая их в обыденных жизненных обстоятельствах. Герои его произведений — люди самого разного социального положения, возраста, внешности, характера. Это рабочие и военные, сельские труженики и рыбаки. Все произведения отличаются прежде всего тематической насущностью. Важно так же, что это не модные в те годы этюды впечатлений и не конструирование абстрактных композиций, а профессионально грамотные и вместе с тем всем понятные тематические картины. Лучшие из них привлекают своей беспретенциозностью. Все они запечатлели время, которое автор очень хорошо ощущал. Перед Великой Отечественной войной И. Шульга написал многофигурную композицию «Братание французских матросов с краснофлотцами в Севастополе в 1919 г.» (1937—1938). Сюжетом для своего полотна художник выбрал исторический факт — восстание моряков оккупационного военно-морского флота Франции в Севастополе в апреле 1919 года. Подняв на кораблях красные флаги и сойдя на набережную Севастополя, французские матросы начали брататься с севастопольцами. Это событие вынудило организаторов интервенции немедленно вывести корабли из акватории Чёрного моря. Из произведений предвоенного периода следует упомянуть несложные, проникнутые глубоко человечным чувством композиции «Встреча молодого Т. Шевченко и художника И. М. Сошенко» (1938) и «Т. Г. Шевченко на пароходе возвращается из ссылки» (1939), а также историко-революционную композицию, посвящённую В. И. Ленину «Выступление В. И. Ленина (в июльские дни 1917 года)» (1937).
В 1937—1938 годах участвовал в юбилейной художественной выставке (1917—1937) — «Цветущая Украина» в Киеве, Харькове, Москве, Одессе, а также в 1939 году во Всесоюзной художественной выставке «Индустрия социализма» в Москве.

#### Предвоенная поездка по Западной Украине
Западная Украина (Восточная Галиция и Западная Волынь), после проведения формального референдума, 28 сентября 1939 года была включена в состав Украинской ССР. В эти предвоенные для СССР годы художник ездил по Западной Украине для сбора материалов для картин. Поездка в Западную Украину открыла новый этап в творчестве И. Н. Шульги. Красота природы и жизнь самобытного народа вдохновили его на создание серии работ о жизни, быте, этнографии и природе во вновь воссоединённом регионе Украины: «Пацификация Западной Украины.» Эскиз (1939); «Встреча первого советского танка в Прикарпатье» Этюд. (1939); «В Карпатах» (1940); «Гуцульские ворота»; «Этюд гуцула и гуцулки» (1940); «На Станиславщине» (1940); «Во Львове»; «Львовский Базар» (1940); «Возле памятника Мицкевичу во Львове» (1940).

### Войнаи творчество вэвакуации(1941—1945)
С первых дней войны участвовал в работе по выпуску «агитокон» еженедельно выпускавшихся Домом Красной армии в Харькове. В августе 1941 года, незадолго до немецкой оккупации города, художник принял участие в художественной выставке «Героическое прошлое народов СССР».
В годы войны Иван Николаевич вынужден покинуть Харьков, он эвакуируется в Уфу. Основная тема его творчества во время войны — тема народа, вынесшего на своих плечах всю тяжесть защиты родной земли.

#### Работа в Уфе
В 1941—1943 годах в Уфе в эвакуации находились Правительство, Академия наук, Союзы писателей, художников Украинской ССР. Как член Союза советских художников Украины, И. Н. Шульга эвакуировался в сентябре 1941 года в Уфу. Работал в должности научного сотрудника в институте общественных наук Академии Наук УССР, впоследствии в 1942 году реорганизованном в институт народного творчества и искусства при Академии Наук УССР. Одновременно много творчески работал. Находясь в эвакуации, художник кистью и карандашом боролся с врагом: «Рукопашный бой» (1942), «Бой», «Разгром немцев. Эскиз», «Наши вернулись» (1942). Глубоким страданием проникнуто произведение «Дорогами войны» (1943). В акварели «Бой красной конницы с немецкими фашистами» (1942), художник описал подвиг конногвардейцев 1-го гвардейского кавалерийского корпуса им. Совнаркома УССР, заставивших повернуть вражеские танки вспять в самый напряжённый период обороны Москвы. Тесные связи с жизнью Башкирской АССР, обусловили появление серии портретов, портретных этюдов и пейзажей. К этому времени и принадлежат очень интересные графические работы Шульги написанные с натуры: «О. В. Лепешинская. Балерина» 1941 г. (к 1941 году относится знакомство художника и Ольги Васильевны Лепешинской, переросшее затем в их многолетнюю дружбу); «Академик А. А. Богомолец» 1942; «Академик А. В. Палладин» 1943; «Академик В. И. Заболотный» 1943. Наряду с портретами Шульга написал в это время ряд пейзажей Уфы и реки Белой: «На околице. Уфа», «За Уфой», «В Уфе», «Вид на реку Белая. Уфа» 1942. В 1942—43 годах в Уфе издавались «Окна ТАСС» с которыми сотрудничал художник. В августе 1942 года участвовал в выставке произведений группы украинских художников к сессии АН УССР в Уфе, а в ноябре 1942 — феврале 1943 года в Юбилейной выставке произведений украинских художников к 25-летию образования УССР в Уфе и Москве.

#### Создание полотен на историческую тему
Ещё в годы учёбы в Академии художеств художник обращается к славному историческому прошлому — «Поход запорожцев» (1915—1917), «Смерть Тараса Бульбы» (1916). В самые трудные годы войны в Уфе он возвращается к этой теме. Вносит свой вклад в развитие исторического жанра в украинской советской живописи. Батальный жанр, историческая живопись занимают важное место в его творчестве военного периода. У него рождается замысел создания цикла больших исторических полотен. Историческая тема нашла своё воплощение в произведениях, посвящённых Национально-освободительной войне украинского народа — восстанию Хмельницкого и Переяславской Раде: «Вручение Богдану Хмельницкому грамоты от московских послов» (1943); «Переяславская Рада» (1944) — в картине показан старшинский совет запорожского казачества во главе с гетманом Войска Запорожского Б. Хмельницким, состоявшийся 6 января 1654 года в Переяславе; «Казачья песня» (1945).

#### Возвращение в Харьков
В мае 1943 года вместе с Академией Наук УССР и Харьковским отделением Союза художников, Шульга был переведён в Москву. В июле 1944 года вернулся в освобождённый 23 августа 1943 года от немцев Харьков, где, уже в августе принял участие в выставке «Художники Украины — родному Харькову», посвящённой первой годовщине освобождения Харькова от немецких захватчиков. Продолжил преподавательскую деятельность в Харьковском государственном художественном институте.
Наряду с произведениями общественно-политическими и историческими в его творчестве появились и работы лирического звучания. Небольшая пастель «Перед домом» (1945) — тому подтверждение. В ней передано неторопливое течение провинциальной жизни. Скромный малороссийский дом и уютный дворик, окутанный летним зноем, будто тают в полуденном мареве. Художник намеренно не использует ярких тонов, он предельно точен в создании образа украинского местечка, словно сошедшего со страниц повести Н. В. Гоголя. В ноябре 1945 года И. Шульга участвовал в VIII-ой республиканской художественной выставке УССР, которая подвела итоги развития украинского искусства в годы Великой Отечественной войны.

### Позднее творчество (1946—1955)
В 1946 году И. Н. Шульга был удостоен почётного звания заслуженного деятеля искусств Украинской ССР.
К числу значительных произведений послевоенного времени можно отнести полотна:
«Портрет Народного артиста СССР И. А. Марьяненко» (1947); «Портрет генерал-лейтенанта С. Р. Савченко» (1947); «Братание». Повторение эскиза (1949); «Победа! Парад на Красной площади» (1950); «Тарас Бульба». Повторение академического эскиза (1951); «Присяга Богдана Хмельницкого на верность братству» (1954); «Дети вольных народов» (1955); «Друзья». Портреты студентов стран народной демократии (1950—1956). 

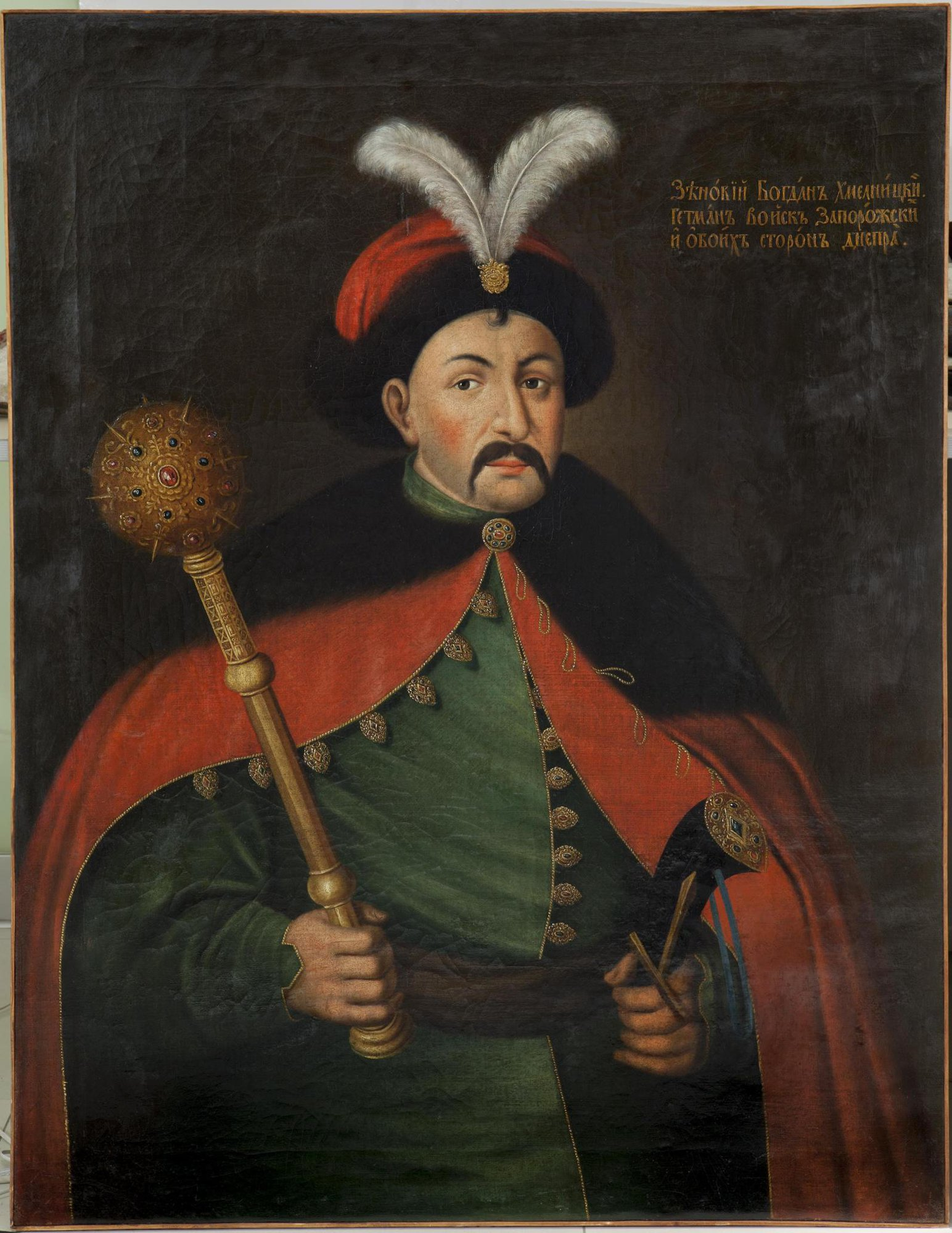
Богдан Хмельницкий, гетман Войска Запорожского

#### Завершение исторической темы
В многофигурной композиции «Присяга Богдана Хмельницкого на верность братству» (1954) — являющейся заключительной из цикла исторических полотен задуманных мастером ещё во время войны, изображены события в Переяславском Успенском соборе, где духовенство привело к присяге гетмана и старшину. После чего от лица царя Алексея Михайловича гетману была вручена грамота и знаки гетманской власти: хоругвь, булава и шапка. В результате Переяславской Рады часть православного населения Украины (Левобережная Украина) входившая в Речь Посполитую избавилась от национального и религиозного угнетения со стороны шляхты и католического духовенства. В содержательных образах полотен «Вручение Б. Хмельницкому грамоты от московских послов», «Переяславская Рада», «Присяга Б. Хмельницкого на верность братству», «Казачья песня» — раскрыта ведущая, героико-патриотическая тема творчества художника 1940—1950-х годов.

#### Морская тема
В стране, возрождающейся после разрухи и набирающей силы, яркое жизнеутверждающее искусство пейзажа и натюрморта приобрело особую выразительность.
Детство и юность проведенные в Скадовске и Одессе у Чёрного моря навсегда остались в памяти художника. И поэтому морские пейзажи, корабли и парусники на море и рыбачьи лодки на песке, — постоянная тема в творчестве художника.

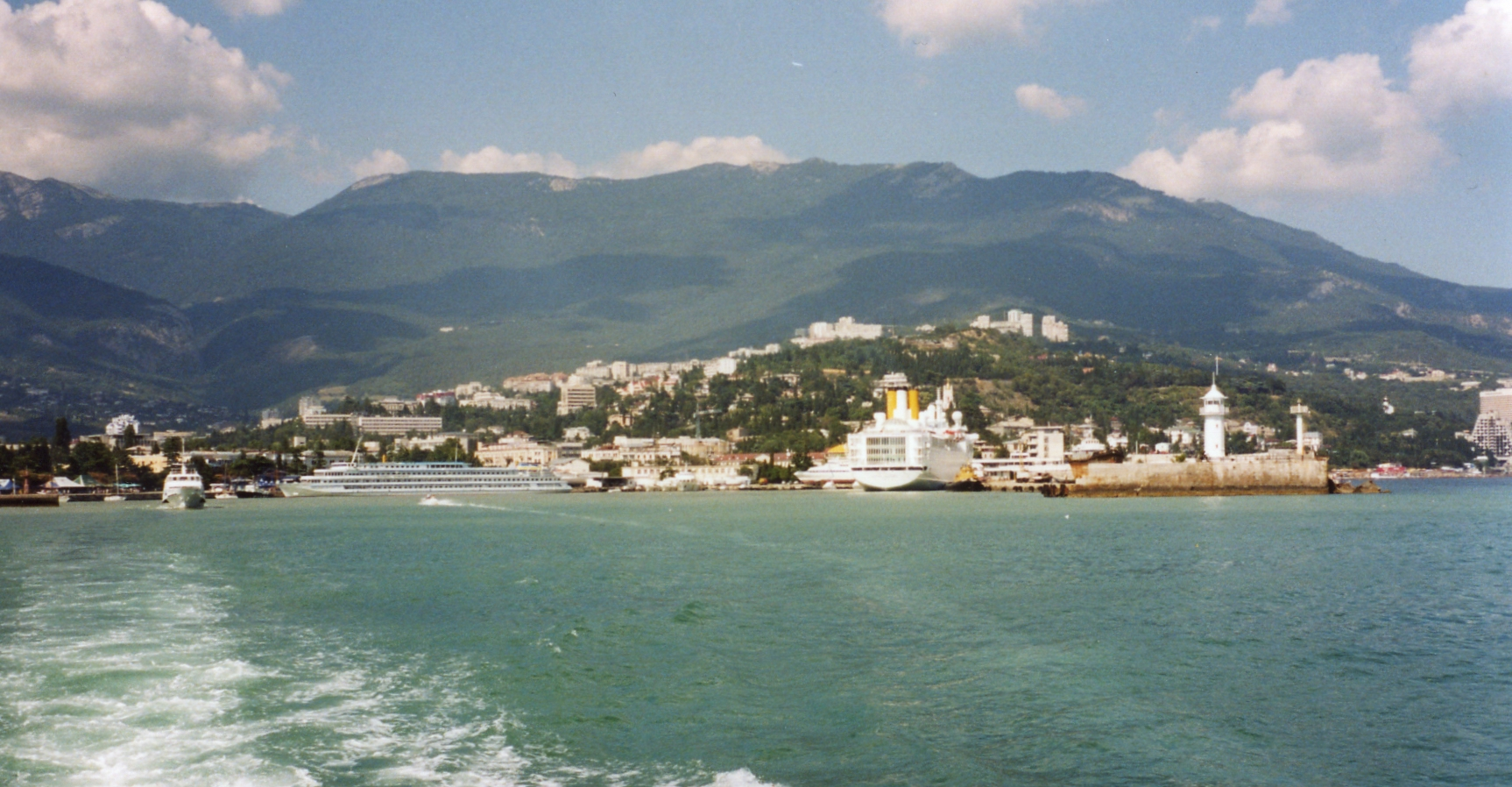
Вид на Ялту с моря

Море в любую погоду, при луне («Луна над водой.», 1920-е), море освещённое солнцем («На берегу Чёрного моря „Купальщицы“», 1930), море вечером («На побережье вечером», начало 1920-х). И на склоне лет он снова пишет море, лодки, закаты («Море. Этюд», 1947 г.; «Море. Прибой», 1949; «Коктебель. Уголок дома творчества писателей», 1954 г.; «На рейде. Одесса»; «На рейде. Ялта», 1955).

#### Натюрморты
На протяжении всей жизни мастер писал натюрморты, сирень, пионы, полевые цветы, розы — это были его любимые модели — «Увядшие цветы. Натюрморт» (1916); «Полевые цветы и кобза. Натюрморт» (1925); «Натюрморт» (1927); «Букет роз на столе. Натюрморт» (1920-е); «Праздничный день. Цветы» (1931); «Ваза с цветами» (1935); «Цветочный базар» (1939); «Натюрморт с пионами» (1940); «Сирень в кувшине» (1940-е); «Розы» (1947). В натюрмортах художник изображал предметы, неотделимые от жизни, украшающие её: садовые и полевые цветы, изящные вазы, книги, музыкальные инструменты. Он создавал полную гармонию цветов на своих полотнах.

#### Портретная живопись
И. Н. Шульга писал с натуры портреты государственных деятелей, деятелей науки, культуры и искусства.
Портреты государственных деятелей
- С. Б. Скадовский — Основатель г. Скадовска 1894 г.; Предводитель дворянства Таврической губернии 1897—1906; Председатель губернского Земского Собрания (аналог современного председателя областного совета) 1897—1906; Камергер Двора Его Императорского Величества с 1902 г.; Действительный Статский Советник с 1904 г.; член Государственного Совета Российской империи (верхняя палата Российского парламента) 1906—1912.[2]
- Г. И. Петровский — Народный Комиссар (министр) Внутренних Дел РСФСР 1917—1919; Глава Украинской ССР (Председатель Всеукр. ЦИК) 1920—1938 г.
- П. П. Постышев — Второй секретарь ЦК КП(б) Украины 1933—1937, кандидат в члены Политбюро ЦК ВКП(б) с 1934 г.
- В. П. Коларов — Президент Болгарской Народной Республики 1946—1947; Премьер министр БНР 1949—1950 г.
- С. Р. Савченко — Нарком государственной безопасности УССР 1943—1946; Министр государственной безопасности УССР 1946—1949; Комиссар госбезопасности 3-го ранга 1944; Генерал-лейтенант 1945; Начальник советской внешней разведки 1949—1953 гг.; Заместитель министра государственной безопасности СССР 1951—1952 гг. (Земляк художника.)

Портреты деятелей науки
- А. А. Богомолец — Президент Академии наук УССР 1930—1946 гг.
- А. В. Палладин — Президент Академии наук УССР 1946—1962 гг.
- В. И. Заболотный — Президент Академии архитектуры УССР 1945—1956 г.
- И. Г. Петровский — Ректор Московского государственного университета им. М. В. Ломоносова 1951—1973 гг.

Портреты деятелей культуры и искусства
- П. К. Саксаганский — Актёр, режиссёр, драматург. Народный артист СССР 1936 г.
- О. В. Лепешинская — Балерина (Большой театр). Народная артистка СССР 1951 г.
- М. А. Шаронов — Художник, педагог, профессор 1937. Заслуженный деятель искусств Украинской ССР 1943 г.
- И. А. Марьяненко — Актёр театра и кино, режиссёр. Народный артист СССР 1944 г.
- Л. К. Богомолец — Советский и российский художник.
- В. П. Воловик — Скульптор, зав. кафедрой скульптуры (1968—1984) Харьковского художественно-промышленного института[15].

#### Последние годы жизни
В последние годы жизни И. Н. Шульга много и плодотворно работал, отдавая предпочтение камерным сюжетам. Писал интерьерные композиции («жанр в комнатах» — русское название подразделения бытового жанра, а именно изображение интерьера): «В прихожей (художника). Интерьер», 1949 г.; «Кабинет (художника). Интерьер»; «Интерьер»; «Этюд в интерьере» — 1950-е годах художник вновь обратился к жанру натюрморта («Цветы у окна», 1950-е.), («Натюрморт», 1950-е), («Цветы. Натюрморт», 1955). В 1950-х годах художник будто заново пересмотрел своё отношение к жизни, искусству. Его новые работы всё чаще приобретали камерный характер. Красота и радость бытия передаётся мастером через букет цветов в вазе («Розы», 1947 г.; «Сирень в кувшине»), уголок осеннего парка
(«В парке. Осень.») и зимний сад («В саду. Зимой» 1950) или маленькую сельскую церквушку («Старинная церковь» 1950-е). Художнику интересны различные состояния природы. Средствами пейзажа он выражает целый набор чувств: радость, грусть, одиночество, тревогу, смятение, надежду. Пишет портреты: («Портрет девушки» 1951), («Портрет жены», 1951), («Автопортрет.», 1955).

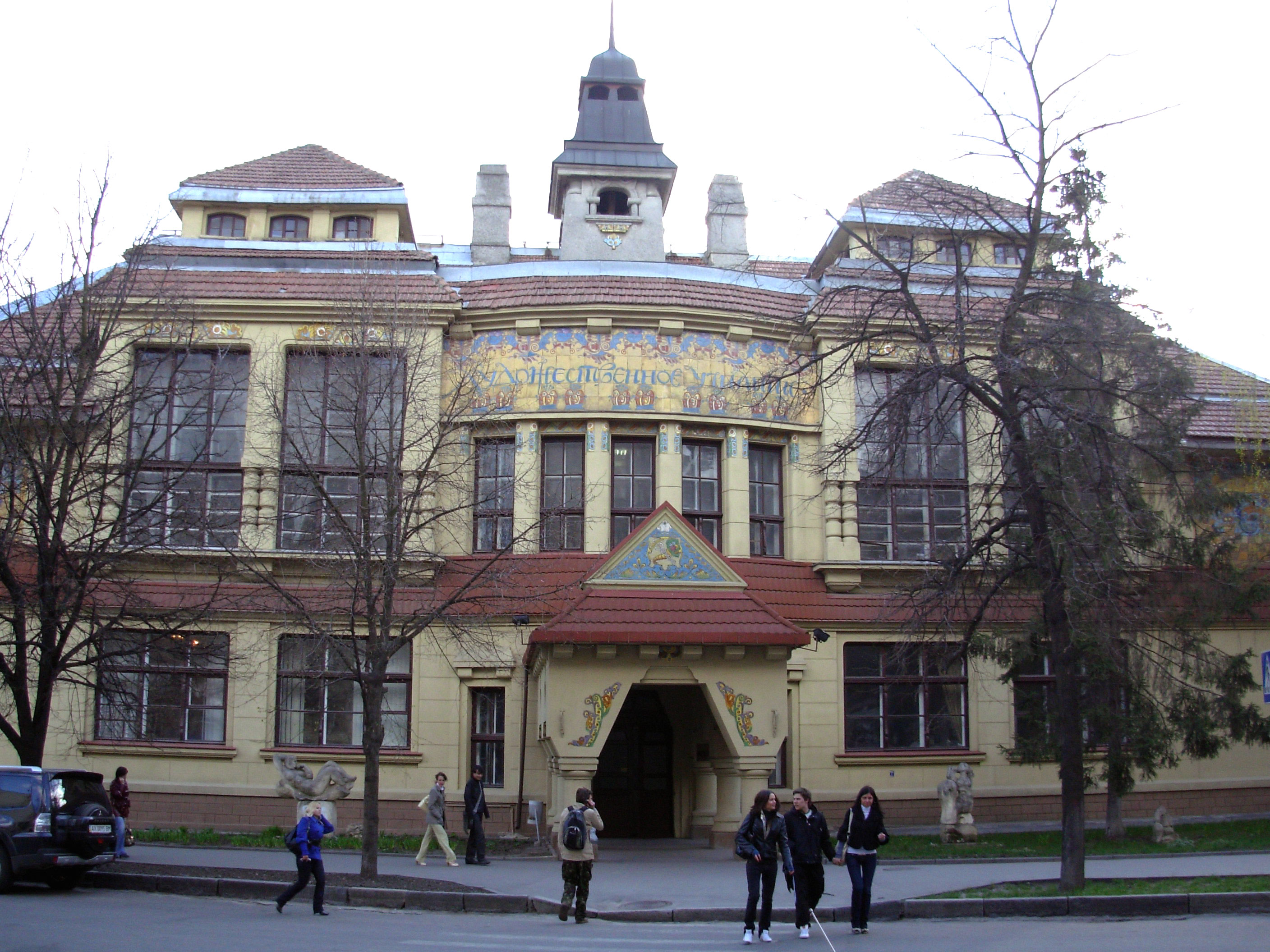
Харьковский государственный художественный институт (1927—1963)

Кроме непосредственной творческой деятельности Шульга много времени отдавал педагогической работе. Он продолжал преподавать в Харьковском государственном художественном институте. У него учились сотни художников и среди них немало известных мастеров кисти.
Шульга находил время для общественной деятельности. Был избран депутатом Кагановичского районного Совета города Харькова. Не все замыслы мастера воплотились в жизнь, и не все его живописные возможности осуществились, но Иван Шульга не только стал одним из зачинателей украинского советского изобразительного искусства, но и многое сделал для его становления. Он обладал особенным художественным дарованием позволявшим ему жёсткие рамки соцреализма наполнять жизненным, оптимистическим содержанием.

### Уход из жизни (1956)
Умер художник от воспаления лёгких 23 апреля 1956 году в Киеве, где как делегат участвовал в работе II-го съезда Художников Украинской ССР. Похоронен в Харькове на городском кладбище № 2, квартал № 5А, ряд № 2, Пушкинская улица (напротив Молодёжного парка).

## Итоги творчества
Творческое наследие мэтра украинской живописи Ивана Николаевича Шульги — это продолжение лучших реалистических традиций художников-передвижников. С 1927 года он был участником многочисленных региональных, всеукраинских, республиканских, всесоюзных, международных и зарубежных художественных выставок. С 1926 года — член Ассоциации художников Красной Украины (АХЧУ), с 1930—1931 гг. член Украинского Художественного Объединения (УМО). С 1938 г. член Союза советских художников Украины. В 1920—1922 гг. преподавал в Херсонской учительской семинарии, а с 1922—1956 гг. в Харьковском художественном институте. Иван Шульга имел многосторонний талант и работал в разных жанрах. Писал портреты, жанровые картины, пейзажи (морские пейзажи, ландшафтные, архитектурные, индустриальные), в жанре ню, историческом жанре, натюрморты, панно, рисунки для художественных почтовых открыток, политические плакаты, иллюстрировал журналы и книги, оформлял театральные декорации. Работал в технике акварели (был большим мастером акварельной живописи), рисунка карандашом, гуашью, тушью и сангиной, пастели, масляной и темперной живописи. Его произведения стали художественными документами первых десятилетий социалистических преобразований, хотя значение творчества профессионального художника Ивана Шульги не только в документальной достоверности его композиций — оставаясь один на один с природой, он ощущал её жизнь и умел выявить всё это в единственно возможном сплаве красок. Так появились прекрасные этюды мастера конца 1910-х, 1920-х, 1930-х годов — «Подворье родителей художника в Скадовске», «Гостиная. Интерьер», «На пароме через Днепр», «Вечереет», «Возле пристани», «Лодки на воде», «Яхты на причале. Скадовск», «Морской пейзаж» и другие. Талантливый портретист — он создал целую галерею портретов не только известных государственных деятелей, деятелей науки, культуры и искусства, но и простых людей. Он был одним из первых создателей произведений живописи и графики, отражающих советскую тему, и принадлежал к художникам старшего поколения (А. А. Шовкуненко, П. Г. Волокидин, К. Д. Трохименко), воспитанникам русской (до революционной) художественной школы, которые получили хорошее академическое образование (в Императорской Академии художеств), внесли большой вклад в развитие украинского национального изобразительного искусства и вынесли на своих плечах важнейшее дело воспитания молодого поколения украинских художников. За многолетний плодотворный труд и за большой вклад в развитие украинского советского изобразительного искусства Ивану Николаевичу Шульге в 1946 году было присвоено почётное звание — заслуженный деятель искусств Украинской ССР.

## Избранные работы мастера

### Живопись

#### 1910—1920
- «Проводы рекрутов». 1911 г. Холст, масло. 55х122 — Харьковский художественный музей (ХХМ);
- «Портрет С. Б. Скадовского[2]». 1911—1915 гг. Холст, масло. — Скадовский народный краеведческий музей (единственный известный прижизненный портрет основателя Скадовска сохранившийся до наших дней)[16].
- «Натурщица лежит на жёлтом». 1912—1915 гг. Холст, масло. 89х140 — ХХМ;
- «Свадьба». 1913 г. Холст, масло. 99х160 — ХХМ;
- «Встреча». Эскиз композиции на мотив романа А. С. Пушкина «Евгений Онегин». 1915 г. Картон, масло. 70х99,5 — ХХМ;
- «Поход запорожцев». 1915—1917 гг. Холст, масло.;
- «Смерть Тараса Бульбы». 1916 г. Холст, масло. 152х116;
- «Портрет П. К. Саксаганского». 1916 г. Холст, масло. 69х101 — ХХМ;
- «Цыганка». 1916 г. Холст, масло. 115х92,5 — ХХМ;
- «Портрет отца». 1916 г. Холст, масло. 62х75 — ХХМ;
- «Увядшие цветы. Натюрморт.». 1916 г. Дерево, масло. 31х25,5 — частная коллекция;
- «Пастушки». 1917 г. Картон, масло. 23,5Х33 — ХХМ;
- «Вечереет». 1919 г. Дерево, масло. 19Х25 — ХХМ;
- «Сельский ловелас». 1920 г. Холст, масло. 103Х124, левый нижний угол «Ів. Шульга 1920»;
- «Портрет В. И. Ленина». 1920—1930-е годы. Холст, масло. 135х100,5 — Картинная галерея г. Красноармейска (Московской области);

#### 1921—1930
- «Портрет жены в красной косынке». 1921 г. Дерево, масло. 35Х41 — частная коллекция;
- «Юноша». 1922 г. Картон, масло. 35Х25 — частная коллекция;
- «На базаре». 1926 г. Холст, масло. 62Х80 — ХХМ;
- «Яхты на причале. Скадовск.». Конец 1920-х. Картон, масло. 33,5Х24 — частная коллекция;
- «В сельском клубе». 1929 г. — Херсонский художественный музей[9];
- «Проводы в Красную Армию.» 1930 г. Бумага на фанере, масло. 33Х49,5 — Херсонский художественный музей[11];
- «На строительстве Днепрогэса». 1930 г. Картон, масло. 25Х34 — ХХМ;
- «На Днепрогэсе». 1930 г. Картон, масло. 24,5Х34 — ХХМ;
- «Скадовск. Морская прогулка на пароходе.» Холст, масло. 21Х25 — частная коллекция;
- «На берегу Чёрного моря (купальщицы)». 1930 г. Дерево, масло. 20Х34 — частная коллекция;

#### 1931—1940
- «Сорочинская трагедия». 1931 г. Холст, масло. 50Х75 — Полтавский музей-усадьба В. Г. Короленко[17];
- «Немецкие оккупанты на Украине в 1918». 1931—1933 г. Холст, масло. 100Х150;
- «Г. И. Петровский у колхозников». 1931 г. Холст, масло. 119,5Х159 — ХХМ;
- «Пионерия». 1931 г. Картон, масло. 32Х50,5 — ХХМ;
- «Мужчина с трубкой». 1931 г. Картон, масло. 40Х28 — частная коллекция;
- «Трипольская трагедия». 1932 г. Холст, масло.;
- «Рыбаки на Чёрном море». 1932 г. Холст, масло. — Национальный художественный музей Украины (Киев);
- «Зверства французских интервентов в 1919 г. в Херсоне». 1930-е. Холст, масло. — Государственный центральный музей современной истории России (до 1998 г. Музей революции), Москва;
- «Водный спорт». 1930-е. Холст, масло.;
- «Подруги». 1930-е. Холст, масло. 89,5Х80.;
- «Бетонный завод на Днепрогэсе». 1931 г. Картон, масло. 24,5Х34 — ХХМ;
- «Херсонский элеватор». 1932 г. Картон, масло. 18Х25;
- «Дом Госпрома в Харькове». 1933 г. Картон, масло. 17,5Х27 — ХХМ;
- «Центральный почтамт. Харьков.». 1933 г. Картон, масло. 18Х25,5 — ХХМ;
- «Бывший Южный вокзал. Харьков». 1933 г. Картон, масло. 18Х25 — ХХМ;
- «П. П. Постышев среди детей. Харьков.». 1934 г. Холст, масло. 136,5Х197,5;
- «Завод им. Петровского. Днепропетровск.». 1936 г. Холст, масло. 59Х79 — ХХМ;
- «Выступление В. И. Ленина» (в июльские дни 1917 года.) 1937 г. Холст, масло.
- «Испанские события». 1937 г. Холст, масло.;
- «И. В. Сталин, К. Е. Ворошилов и С. М. Будённый в штабном вагоне на Южном фронте в 1919 г.». 1938 г. Холст, масло. 133Х183;
- «Встреча молодого Т. Шевченко и художника И. М. Сошенко». 1938 г. Холст, масло. — Национальный музей Тараса Шевченко (Киев);
- «Т. Г. Шевченко на пароходе возвращается из ссылки». 1939 г. Холст, масло. — Национальный музей Тараса Шевченко (Киев);
- «Пионеры в гостях у краснофлотцев». 1940 г. Картон, масло. 72,5Х102 — ХХМ.

#### 1941—1956
- «Рукопашный бой». 1942 г. Холст, масло;
- «Наши вернулись». 1942 г. Холст, масло. 61Х80 — ХХМ;
- «Вручение Богдану Хмельницкому грамоты от московских послов». 1943 г. — Государственный исторический музей (Москва);
- «Переяславская Рада». 1944 г.;
- «На даче В. П. Коларова под Москвой». 1944 г. Холст, масло. 37Х49;
- «Портрет Министра государственной безопасности Украинской ССР, генерал-лейтенанта С. Р. Савченко». 1947 г. Холст, масло. 200Х140 — ХХМ;
- «Портрет Народного артиста СССР И. А. Марьяненко». 1947 г. Холст, масло. 200Х134;
- «Портрет жены». 1947 г. Холст на картоне, масло. 52Х37;
- «Море. Этюд.». 1947 г. Картон, масло. 54Х67,5 — частная коллекция;
- «Партсобрание». 1948 г. Дерево, масло. 83Х69 — Галерея «Арт Свит» (Днепропетровск);
- «Море. Прибой.» 1949 г. Картон, масло. 32Х47 — частная коллекция;
- «Сирень в кувшине.» Холст, масло. 50Х45 — частная коллекция;
- «Автопортрет с супругой». Конец 1940-х гг. Картон, масло. 28Х32;
- «Победа! Парад на Красной площади». 1950 г.;
- «Цветы у окна.» Холст, масло. 64Х92 — частная коллекция;
- «Портрет девушки». 1951 г. Картон, масло. 70,5Х49, левый нижний угол «И. Шульга»;
- «Портрет жены». 1951 г. Картон, масло. 69,5Х49,5 — частная коллекция;
- «Коктебель. Уголок Дома творчества писателей». 1954 г. Картон, масло. 25Х35 — частная коллекция;
- «Рыболовецкая артель». Повторение. 1954 г. Холст, масло. 74,5Х105 — ХХМ;
- «На рейде. Ялта». 1955 г. Холст на картоне, масло. 35Х50 — ХХМ;
- «Ялта. Порт.» Холст на картоне, масло. 50,5Х69,5. — частная коллекция;
- «Прибой. Алупка». 1955 г. Холст на картоне, масло. 48Х68 — ХХМ;
- «В горах Кавказа». Картон, масло. 31,5Х49 — ХХМ;
- «В парке. Осень». — частная коллекция;
- «Зимой. Харьков». 1955 г. Картон, масло. 49х34 — ХХМ.

### Живопись монументально-декоративная

#### Панно
- «Восстал пролетарий — рухнули троны» 1919 г.
- «Союз Красной Армии, рабочих и крестьян» 1919 г.
- «Победа революции» 1919 г.
- «Рабочий и крестьянин куют своё счастье» 1919 г.
- «Три богатыря» 1941 г. (Выполнено в соавторстве с М. Г. Дерегусом и М. М. Мищенко).

### Графика

#### 1910—1920 гг.
- «Натурщик». 1912 г. Бумага, сангина. 67Х50 — ХХМ;
- «Натурщица». 1913 г. Бумага, сангина. 67Х50 — ХХМ;
- «Натурщик связанный верёвками». 1915 г. Бумага, карандаш. 70Х50 — ХХМ;
- «Натурщик». 1915 г. Бумага, сангина. 102Х57 — ХХМ;
- «Женщина в чёрном возле кресла». Бумага, акварель. 55Х41 — ХХМ.

#### 1921—1930 гг.
- Портрет Григория Степановича Пирогова в роли Мельника из оперы А. С. Даргомыжского «Русалка». 1923 г. Бумага, карандаш. 49*70 — Дом-музей Пироговых;
- «Женский портрет». Рисунок с натуры. 1921 г. Бумага, карандаш. 24Х33 — частная коллекция;
- «Интервенты в Херсоне». Бумага на картоне, акварель. 14Х18 — частная коллекция;
- «Бой на переправе у реки». Бумага, акварель, тушь. 14,5Х19 — частная коллекция;
- «Красноармейцы в походе». Бумага на картоне, акварель, гуашь. 20,5Х18 — частная коллекция;
- «Бой в Крыму. Взятие Перекопа». Бумага на картоне, акварель, белила. 17Х24 — частная коллекция;
- «Натюрморт» 1927 г. Картон, гуашь. 26,5Х21;
- «Украинка. Стенка для календаря». 1928 г. Картон, акварель, гуашь. 32Х20,5;
- «С горки. Стенка для календаря». 1928 г. Картон, акварель. 31Х19,5 — частная коллекция;
- «Портрет жены». 1928 г. Картон, гуашь. 42,5Х46. — частная коллекция.

#### 1931—1940
- «Праздничный день. Цветы» 1931 г. Бумага, пастель. 56Х46 — частная коллекция;
- «На барже». 1932 г. Бумага, акварель. 49Х34,5 — ХХМ;
- «Портрет сына.». 1932 г. Бумага на картоне, карандаш. 39Х32 — частная коллекция;
- «Дети в гостях у черноморцев». Бумага, акварель. 41Х43 — ХХМ;
- «Цветочный базар». 1939 г. Бумага, акварель. 25Х33 — ХХМ;
- «Петровский Г. И.». Рисунок с натуры. Бумага, карандаш. 23,5Х15,5 — частная коллекция;
- «Портрет девочки». Бумага, карандаш, акварель. 23,5Х15,5 — частная коллекция;
- «Натурщица». Бумага, карандаш, 23,5Х15,5 — частная коллекция;
- «Натюрморт с пионами». 1940 г. Бумага, карандаш. 62,5Х87 — ХХМ;
- «Этюд двух гуцулок». 1940 г. Бумага, акварель. 56Х39 — ХХМ;
- «Возле памятника Мицкевичу во Львове». 1940 г. Бумага, акварель. 26Х33 — ХХМ;

#### 1941—1956
- «Профессор И. Г. Петровский». Рисунок с натуры. 1942 г. Бумага, карандаш. 23,5х30 — ХХМ;
- «Профессор М. А. Шаронов». Рисунок с натуры. 1942 г. Бумага, карандаш. 23Х29 — ХХМ;
- «Художник Л. К. Богомолец». Рисунок с натуры. Уфа, 1942 г. Бумага, карандаш — частная коллекция;
- «Вид на реку Белая. Уфа» 1942 г. Бумага, акварель. 22Х32 — ХХМ;
- «Дорогами войны» 1943 г. Бумага, акварель. 31Х42;
- «Перед домом. Лето» 1945 г. Бумага, пастель. 27Х37 — ХХМ;
- «Розы» 1947 г. Бумага, акварель. 51,5Х45,5 — частная коллекция;
- «Скульптор В. П. Воловик». Рисунок с натуры. Начало 1950-х. Бумага, карандаш — частная коллекция;
- «В саду. Зимой» 1950 г. Бумага, пастель. 27Х37 — ХХМ;
- «Коктебель. Побережье» Бумага, карандаш. 20,5Х28 — частная коллекция;
- «На побережье. Одесса» Бумага, карандаш. 20Х28 — ХХМ;
- «Учебный трёхмачтовый парусно-моторный барк „Товарищ“» 1955 г. Бумага, акварель. 20Х27 — частная коллекция.

### Художественные почтовые открытки

#### Серия художественных почтовых открыток посвящённых архитектурным ансамблям Харькова 1930-х годов
- «Харьков. Площадь Тевелева». Издательство «Союздрук» Харьков. (1930);
- «Харьков. Гостиница Красная». Издательство «Мистецтво» Харьков. (1932);
- «Харьков. Историко-краеведческий музей им. Г. С. Сковороды». Издательство «Мистецтво» Харьков. (1932);
- «Харьков. Почтамт». Издательство «Союздрук» Харьков. (1933);
- «Харьков. Госпром». Издательство «Мистецтво» Харьков. (1933);
- «Харьков. Вокзал Южной железной дороги». Издательство «Мистецтво» Харьков. (1933);[18]

#### Художественные почтовые открытки разнообразные по тематике
- «На Днепрогэсе». Издательство «Мистецтво» Харьков. (1930);
- «Первая колхозная весна». Издательство «Мистецтво» Харьков. (1930);
- «Работа ликбеза». Издательство «Союздрук» Харьков. (1930);
- «Херсон. Элеватор». Издательство «Мистецтво» Харьков. (1935);
- «На Днепре под Киевом». Издательство «Мистецтво» Харьков. (1935);
- «Портрет девушки» (1917). Издательство «Мистецтво». (1986).

### Стенки для календаря
- «Украинка» (1928);
- «С горки». Напечатана во 2-й Государственной типографии «Печатный двор», Ленинград. (1928).

### Плакаты
- В 1930-х годах была издана серия плакатов на темы индустриализации, советского спорта и другие темы.

### Театрально-декорационное искусство
- Театральные декорации. Украинский национальный театр им. Т. Шевченко. Херсон (октябрь 1919).

## Награды и звания

### Государственные награды СССР
- Медаль «За доблестный труд в Великой Отечественной войне 1941—1945 гг.»

### Государственные награды Украинской ССР

#### Почётные звания Украинской ССР
- Заслуженный деятель искусств Украинской ССР (1946)

### Звания Почётного гражданина
- Почётный гражданин города Скадовска (посмертно)[2]

### Премии и благодарности
- Награды и денежные премии Художественного училища Одесского Общества Изящных Искусств (1906—1911)
- Благодарности и награды Императорской Академии художеств (1911—1917)
- Стипендия (1915—1917) ежегодно присуждаемая наиболее прилежным и успевающим учащимся по постановлению Учёного совета Высшего художественного училища при Императорской Академии художеств.

## Членство в творческих союзах и сообществах
- Ассоциация художников Красной Украины (укр. Асоціація художників Червоної України, АХЧУ) 1926—1930 гг.
  - Делегат l-го Всеукраинского съезда АХЧУ — Харьков, апр. 1928 г.
  - Делегат ІІ-го Всеукраинского съезда АХЧУ — 1930 г.
- Украинское художественное объединение (укр. Українське мистецьке об‘єднання, УМО) 1929—1931 гг.
- Союз советских художников Украины (Харьковское отделение) окт. 1938 г.
  - Делегат І-го Съезда Художников Украинской ССР — Харьков[19], окт. 1938 г.
  - Делегат ІІ-го Съезда Художников Украинской ССР — Киев, апр. 1956 г.

## Общественная деятельность
- Участие в политических партиях
  - Член КП(б) Украины с 1948 г.
- Участие в органах местного самоуправления
  - Депутат Кагановичского (ныне Киевского) районного Совета города Харькова (конец 40-х — начало 50-х гг.)

## Рейтинги
Украинский художественный рейтинг
В соответствии с составленным по версии И. Шарова и А. Толстоухова рейтингом живописцев Украины И. Н. Шульга входит в список 100 наиболее выдающихся художников Украины.
Международный художественный рейтинг (всемирный рейтинг художников XVIII—XXI веков)
И. Н. Шульга входит в «Единый художественный рейтинг 10000 лучших художников мира (XVIII—XXI вв.). Художники двухмерного пространства.»

## Адреса
с. Михайловка, 
 Таврическая губерния, 
  Российская империя
- 1889—1896

Скадовск, 
 Таврическая губерния, 
  Российская империя
- 1896—1905

Одесса, 
 Херсонская губерния, 
  Российская империя
- 1905—1911

 Санкт-Петербург, 
 Петроград (с 1914), 
  Российская империя
- 1911—1917

Скадовск, 
 Таврическая губерния, 
  УНР 1917—1918
- 1917—1918

 Херсон, 

 Украинская Держава 1918 

 УНР 1918—1920 

 Украинская Социалистическая Советская Республика 1920—1922
- 1918—1922 — ул. Военный проезд (дом неизвестен).

 Харьков, 

 Украинская Социалистическая Советская Республика 1922—1937, 
 Украинская Советская Социалистическая Республика с 1937, 
  СССР с 1922
- 1922 — конец 1920-х
- Конец 1920-х — 1941 — ул. Равенства и Братства 6 (1921—1930-е), ул. Дзержинского 6 (1930-е — 1993), ныне ул. Мироносицкая 6.

 Уфа, 
  Башкирская АССР, 
  РСФСР, 
  СССР
- 1941—1943

 Москва, 
  РСФСР, 
  СССР
- 1943—1944

 Харьков, 
  Украинская ССР, 
  СССР
- 1944—1952 — ул. Дзержинского 6 (ныне ул. Мироносицкая 6)[20].
- 1952—1956 — ул. Гиршмана 5, кв. 8.

Мемориальная доска ни на одном из зданий не установлена.

## Семья
Жена — Фаина Мироновна Шульга (1890—1963). На многих работах И. Н. Шульги женский образ — это изображение его жены Фаины Мироновны Шульги (1890—1963). Их связывали сильные чувства, и она была с дореволюционных времён его постоянной моделью.

## Память
- На родине художника в Скадовске, решением городского совета, И. Н. Шульге было присвоено звание «Почётный гражданин города Скадовска» (посмертно)[2].
- В 1957 году в Харькове на 2—ом городском кладбище (ул. Пушкинская, напротив Молодёжного парка) И. Н. Шульге был установлен памятник (бронзовый бюст на прямоугольном постаменте из серого гранита).
- В Харькове состоялись персональные выставки произведений художника (в Харьковском художественном музее, ул. Совнаркомовская, 9/11):
  - В 1961 г. — «Посмертная выставка произведений художника» (проходила в сентябре—декабре)[4]
    - К открытию выставки были отпечатаны:
      - Приглашения на открытие выставки.
      - Иллюстрированный чёрно-белый каталог (укр. яз.) работ автора содержащий биографические данные мастера и описание творчества.

  - В 1989 г. — «К 100—летию со дня рождения художника» (проходила в ноябре 1989 — январе 1990)[13]
    - К этой дате были сделаны:
      - Приглашения на открытие выставки.
      - Иллюстрированный цветной каталог (рус. яз.) работ автора содержащий биографические данные мастера и описание творчества.
      - Мемориальные цветные плакаты, развешенные на трамвайных и троллейбусных остановках г. Харькова.

Акт вандализма
В Харькове, в конце мая 2011 г. бронзовый бюст И. Н. Шульги, установленный на 2-м городском кладбище был сорван с постамента и похищен неизвестными вандалами-мародёрами.

## Наследие
В 1964 году по завещанию жены художника Фаины Мироновны, её сыном была передана в дар Харьковскому государственному музею изобразительного искусства (ныне Харьковский художественный музей) коллекция живописных и графических работ художника — всего более 200, включая этюды и эскизы.
Самые большие собрания произведений мастера находятся в фондах Харьковского художественного музея (более 200) и в частной коллекции (около 50), принадлежащей внуку И. Н. Шульги.

### Собрания работ
- Государственный центральный музей современной истории России (Москва).
- Государственный исторический музей (Москва)
- Картинная галерея г. Красноармейска Московской области[22].
- Национальный художественный музей Украины (Киев).
- Национальный музей Тараса Шевченко (Киев).
- Полтавский музей-усадьба В. Г. Короленко.
- Харьковский художественный музей.
- Херсонский художественный музей.
- Дом-музей Пироговых с. Новосёлки (Рязанская область).
- Скадовский народный краеведческий музей.
- Луганский областной художественный музей.
- Галерея АртСвит (Днепропетровск).
- Во многих других музеях Украины и России.
- В частных коллекциях собирателей живописи на Украине, в России, а также в странах дальнего зарубежья.

## Выставки
Основные выставки с участием И. Н. Шульги
1910
- Отчётная выставка художественного училища Одесского Общества Изящных Искусств. Одесса[23].

1913
- Отчётная выставка Высшего художественного училища при Императорской Академии художеств. Санкт-Петербург[24].
- Весенняя выставка в залах Императорской Академии художеств. Санкт-Петербург[24].

1914
- Отчётная выставка Высшего художественного училища при Императорской Академии художеств. Петроград[25].
- Весенняя выставка в залах Императорской Академии художеств. Петроград[25].

1915
- Отчётная выставка Высшего художественного училища при Императорской Академии художеств. Петроград[25].
- Весенняя выставка в залах Императорской Академии художеств. Петроград[25].

1917
- Весенняя выставка в залах Императорской Академии художеств. Петроград[25].

1927
- Всеукраинская юбилейная выставка («10 лет Октября»), художников Ассоциации Художников Червоной Украины (АХЧУ). Харьков[26].
- Выставка «Художник сегодня». Харьков[27].

1928
- Первая выставка Черниговского филиала Ассоциации Художников Червоной Украины (АХЧУ). Чернигов[28].

1928—1930
- Первая передвижная художественная выставка Харьковского филиала Ассоциации Художников Червоной Украины. Харьков, Изюм, Ахтырка, Сумы, Богодухов[29].

1929—1930
- Вторая передвижная художественная выставка (АХЧУ) «Культпоход на Донбасс». (20 городов)[30].

1932—1933
- Пятая Всеукраинская художественная выставка. Харьков (1932), Одесса (1933)[31].

1935
- Художественная выставка «15 лет РККА». Харьков—1935 (Москва—1933; Ленинград 1933—35; Киев—1934)[32].
- (Шестая) VI Всеукраинская художественная выставка. Киев — Харьков[33].

1936
- Выставка «Искусство Советской Украины». Харьков[34].

1937
- Выставка «Красная Армия в произведениях художников советской Украины». (Дом Красной Армии.) Киев[35].
- Выставка этюдов художников Украины и Молдавии. Харьков, Киев, Днепропетровск, Одесса[36].

1937—1938
- Седьмая юбилейная выставка произведений художников УССР (1917—1937) — «Цветущая социалистическая Украина». Киев, Харьков, Москва, Одесса[37].

1939
- Всесоюзная художественная выставка «Индустрия социализма». Москва[38].
- Вторая осенняя художественная выставка. Харьков[39].

1940
- Выставка «Освобождение Западной Украины». Львов[40].
- Третья осенняя художественная выставка. Харьков[41].

1941
- Третья выставка художников Харькова. Харьков[42].
- Художественная выставка «Героическое прошлое народов СССР». (Открыта в начале августа 1941 г. в Харькове, в галерее Т. Г. Шевченко). Харьков[43].

1942
- Выставка произведений группы украинских художников. (К сессии Академии наук УССР). Уфа[44].
- Юбилейная выставка произведений украинских художников к 25-летию образования УССР. Уфа, Москва[45].

1944
- Выставка «Художники Украины — родному Харькову». Харьков[46].

1945
- Восьмая украинская художественная выставка. Киев[47].

1947
- Девятая украинская художественная выставка. Киев[48].

1948
- Передвижная выставка произведений Харьковских художников. Харьков[49]
- Украинская художественная выставка, посвящённая Советской Армии. Киев[50]

1949
- Выставка произведений художников Украины. Одесса (Березовский район, Одесская обл.)[51].

1950
- Выставка произведений художников Украины. Винница, Винницкая обл.[52]

1952
- 11-я Выставка изобразительного искусства Украинской ССР. Киев[53].

1954
- XIII Харьковская областная художественная выставка 1954 года, посвящённая 300-летию воссоединения Украины с Россией. Харьков[54].

1954—1955
- Осенняя художественная выставка 1954—1955 года в Харьковском государственном музее изобразительного искусства. Харьков[55].

1955
- II Осенняя художественная выставка 1955 года. Харьков[56].

Выставки с участием произведений И. Н. Шульги
1957
- Юбилейная художественная выставка Украинской ССР, посвящённая 40-летию Великой Октябрьской социалистической революции. Киев[57].
- Четырнадцатая областная художественная выставка «Художники Харькова к 40-летию Октября». Харьков[58].

2002
- Выставка произведений изобразительного искусства эпохи «Социалистического реализма» ВРЕМЯ ИЛЛЮЗИЙ. Харьков[59].

2011
- Выставка портретов «Лица и судьбы» в Картинной галерее г. Красноармейска. Красноармейск (Московская область)[60][61].

### Персональные выставки

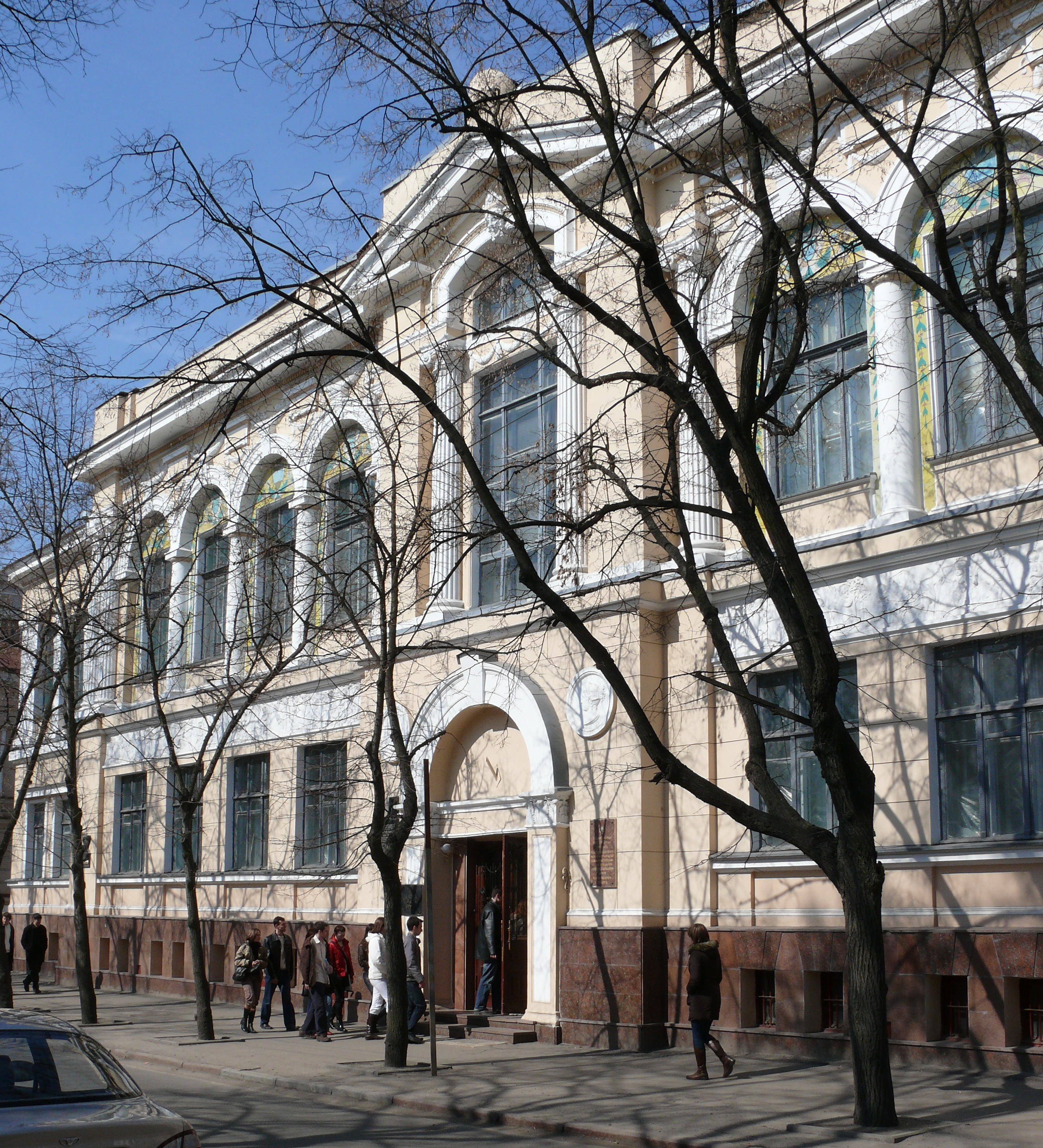
Харьковский художественный музей

- «Посмертная выставка произведений художника»[4]

В 1961 г. в Харьковском государственном музее изобразительного искусства состоялась персональная выставка произведений художника.
- «К 100-летию со дня рождения художника»[13]

В 1989 г. в Харьковском художественном музее состоялась персональная выставка произведений художника из фондов музея, а также из частной коллекции, принадлежащей внуку И. Н. Шульги.